# Condado de Tillamook
O Condado de Tillamook é um dos 36 condados do Estado americano do Oregon. A sede do condado é Tillamook, e sua maior cidade é Tillamook. O condado possui uma área de 3 452 km² (dos quais 597 km² estão cobertos por água), uma população de 24 262 habitantes, e uma densidade populacional de 8 hab/km² (segundo o censo nacional de 2000). O condado foi fundado em 1853.